# Acolasis leucocyma
Acolasis leucocyma är en fjärilsart som beskrevs av George Francis Hampson 1926. Acolasis leucocyma ingår i släktet Acolasis och familjen nattflyn. Inga underarter finns listade i Catalogue of Life.